# Gustavo Franco
Gustavo Franco (Rio de Janeiro, 10 aprile 1956) è un economista brasiliano.

## Carriera
È figlio di Maria Isabel Barbosa de Barroso Franco e di Guilherme Arinos Lima Verde de Barroso Franco, che è stato amico e assistente del Presidente Getúlio Vargas e membro del primo consiglio dei direttori della Brazilian National Development Bank, BNDES.
Ottenne una laurea triennale (1975–1979) e magistrale (1983) in economia dalla Pontifícia Universidade Católica do Rio de Janeiro (PUC-Rio). La sua tesi al master ricevette il prestigioso "Prêmio BNDES de Economia" per tesi di master in economia nel 1983 ed è stata poi pubblicata in un libro dal titolo "Reforma monetária e instabilidade durante a transição republicana" ("Riforma monetaria e instabilità durante la transizione repubblicana").
Franco ottenne il dottorato di ricerca ad Harvard nel 1986, con una tesi sull'iperinflazione negli anni 1920in Europa (Germania, Austria, Ungheria e Polonia). Quest'opera fu premiata con il "Prêmio Haralambos Simionides" nel 1987, per la migliore tesi di dottorato o libro di economia, dall'ANPEC, Associação Nacional de Centros de Pós Graduação em Economia ("Associazione Nazionale degli studi di laurea in economia").
Tornato in Brasile nel 1986, come assistente universitario al Departamento de Economia da PUC do Rio de Janeiro (facoltà economia della PUC-Rio), Franco lavorò come insegnante, ricercatore e consulente dal 1986 al 1993, specializzandosi in politiche di stabilizzazione dell'inflazione, storia economica ed economia internazionale. Durante questo periodo scrisse molto, tra cui svariati articoli in riviste con revisione paritaria, e libri, tra cui: Foreign direct investment and industrial restructuring: issues and trends (co-scritto con Winston Fritsch), pubblicato (anche in francese) dal Development Centre Studies, OECD Development Centre, OECD, Paris, nel 1991; e A Década Republicana: o Brasil e a economia internacional - 1888/1900 pubblicato da IPEA-INPES nella serie PNPE nº 24 a Rio de Janeiro, nel 1991.
Tra il 1993 e il 1999, Franco è stato attivo nella pubblica amministrazione. Fu Sottosegretario alle Politiche Economiche al Ministero delle Finanze per alcuni mesi prima di trasferirsi alla Banca Centrale del Brasile come Vice Governatore responsabile degli Affari Internazionali (1993-1997) e in seguito come Governatore della Banca Centrale del Brasile (1997-1999). Durante questi anni ricevette numerosi premi, tra cui "Economista do Ano 1997" (Economista dell'anno, 1997), donato dall'Ordem dos Economistas (Associazione degli Economisti), e "Central Banker of the year, 1998", da Euromoney, nel settembre 1998.
Ex Presidente della Banca Centrale del Brasile, fu forzato a dimettersi nel gennaio 1999 durante una crisi di liquidità. Era un grande sostenitore dei tassi di cambio fissi tra il Real brasiliano e il Dollaro statunitense. Fu sostituito da Chico Lopes.

## Plano Real
Nel 1993, il futuro Presidente della Repubblica Fernando Henrique Cardoso fu nominato Ministro delle Finanze del Brasile, avendo come obiettivo primario il controllo dell'iperinflazione, che era vicina al 30% al mese.
Nel creare la sua squadra, Cardoso invitò alcuni economisti dalla PUC-Rio, tutti con un titolo di studio nelle università americane, tra cui Pedro Malan, Pérsio Arida, André Lara Resende, Winston Fritsh e Gustavo Franco.
Con il supporto politico di Cardoso, il team concepì e implementò il Plano Real, che abbassò sensibilmente l'inflazione e aiutò Cardoso a vincere le elezioni per il Presidente nel 1994. Gustavo Franco ebbe un ruolo chiave in questa squadra, no solo per i suoi contributi dal lato economico, ma anche perché si rese conto che un piano del genere avrebbe necessitato di un forte appoggio giuridico e scelse per sé il compito di abbozzare le leggi che avrebbero assicurato la validità del Piano.
Dopo la vittoria alle elezioni, Cardoso propose a Gustavo Franco di occupare una posizione nel Governo. Franco fu prima Consulente Economico nel Ministero delle Finanze, poi Direttore degli Affari Internazionali nella Banca Centrale del Brasile e infine Presidente della Banca Centrale.
Gustavo Franco vedeva il tasso di cambio come un fattore chiave nel Plano Real; principalmente perché avendo il Real stabilizzato al dollaro, l'inflazione in Reais e in dollari sarebbe a livelli simili. Inoltre, mantenendo il Real sopravvalutato e diminuendo le restrizioni al commercio internazionale, Franco affermava che i commerci brasiliani non avrebbero avuto altro modo per sopravvivere se non l'aumento della produttività. In seguito, dei sondaggi avrebbero mostrato che la produttività brasiliana ebbe davvero una notevole crescita dopo il Plano Real.
Queste politiche furono contestate dalle industrie e attaccate dagli speculatori. Le industrie chiesero sussidi e domandarono protezione contro la concorrenza sleale straniera; poco fu concesso.
Gli speculatori provarono a scommettere contro il Real, costringendo a una svalutazione da parte della Banca centrale. Mentre Franco era nella banca, comunque, la valuta subì una svalutazione lineare di circa il 6% all'anno, anche durante periodi di disordini internazionali, come la Crisi finanziaria asiatica nel 1997 e la Crisi finanziaria russa del 1998. In alcune occasioni, Franco stesso prese il controllo delle operazioni di richiesta. Usando le sue conoscenze e l'autorità legale della Banca centrale, Franco fece subire pesanti perdite agli speculatori.
Oltre al suo ruolo chiave nelle politiche monetarie, Franco è stato importante anche in un altro campo: le politiche fiscali. Pedro Malan, Gustavo Franco e il loro team ritenevano che il Governo spendesse troppo e male e cercarono dei modi per migliorare la situazione. Furono adottate numerose misure, tra cui la privatizzazione di grandi compagnie di proprietà dello Stato, la chiusura delle banche statali e le limitazioni alle spese degli Stati. Ciò culmino con l'istituzione della Legge di Responsabilità Fiscale nel 2000.
Nel 1999, Fernando Henrique era all'inizio del proprio secondo mandato come Presidente e le critiche contro il tasso di cambio fisso si accumulavano. Nel gennaio 1999, ancora con i postumi della crisi russa, avvenne un nuovo attacco contro il Real. Fernando Henrique decise di lasciare che il valore del Real fluttuasse rispetto al dollaro. Franco restò contrario alla misura e lasciò il Governo.